# Изерлон
Изерлон (нем. Iserlohn) — город в Германии, в земле Северный Рейн — Вестфалия.
Подчинён административному округу Арнсберг. Входит в состав района Меркиш. Население составляет 94 966 человек (на 31 декабря 2010 года). Занимает площадь 125,5 км². Является самым крупным городом в районе по площади и по населению. Официальный код — 05 9 62 024.

## География
Изерлон расположен на севере региона Зауэрланд возле реки Рур. Город подразделяется на 5 городских районов.

## Климат
Изерлон расположен в зоне умеренно континентального климата. Самым тёплым месяцем в году является июль, самым холодным — январь.
| Показатель                    | Янв. | Фев. | Март | Апр. | Май  | Июнь  | Июль | Авг. | Сен. | Окт. | Нояб. | Дек. | Год   |
| ----------------------------- | ---- | ---- | ---- | ---- | ---- | ----- | ---- | ---- | ---- | ---- | ----- | ---- | ----- |
| Средний суточный максимум, °C | 3,2  | 4,6  | 7,8  | 12,2 | 16,9 | 19,8  | 21,6 | 21,4 | 17,2 | 12,8 | 6,9   | 3,4  | 12,4  |
| Средний суточный минимум, °C  | −0,5 | −0,3 | 1,5  | 3,9  | 8,1  | 10,5  | 12,7 | 12,5 | 9,6  | 6,7  | 3,1   | 0    | 5,7   |
| Норма осадков, мм             | 82,3 | 59,8 | 79,3 | 75,8 | 77,3 | 105,4 | 94,8 | 80,1 | 74,4 | 67,9 | 82,8  | 93,0 | 972,9 |
| Источник: WetterOnline        |      |      |      |      |      |       |      |      |      |      |       |      |       |

## История
Считается, что церковь Панкратия, старейшее здание города, также называемая «Бауэрнкирхе» (нем. Bauernkirche, «крестьянская церковь»), была основана примерно в 985 году, но первый письменный документ, в котором упоминается Лон, датируется только 1150 годом. В 1237 году граф Марк дал Изерлону муниципальные права. Самый старый колокол в городе, однако, находится не в Бауэрнкирхе, а в освящённой в 1982 году церкви Брунненкирхе.
В 1975 году город, ранее являвшийся городским районом, включил в себя бывшие муниципалитеты Летмате, Хеннен, Зюммерн и Кесберн и стал частью района Меркиш. Будучи городом среднего размера, Изерлон тем не менее по-прежнему имеет особый статус по сравнению с большинством других муниципалитетов в округе. Это означает, что город берёт на себя задачи, которые обычно выполняются округом, такие как социальные и молодёжные вопросы, следовательно, он сопоставим с городским районом.

## Население
Росту числа жителей Изерлона способствовала индустриализация: если в 1820 году в нём проживало чуть более 5000 человек, то уже к 1900 году количество жителей превысило 27 000. После того как город Летмате в 1975 году вошёл в состав Изерлона, население возросло почти до 97 000.
| Год  | Население   |
| ---- | ----------- |
| 1700 | около 1 900 |
| 1743 | около 4 300 |
| 1765 | около 4 001 |
| 1798 | около 4 449 |
| 1995 | 98 580      |
| 2000 | 99 474      |
| 2005 | 97 728      |
| 2010 | 95 232      |

## Достопримечательности
Дехенская пещера, в которой много сталактитов, была открыта в 1868 году во время строительства железнодорожной линии Хаген — Изерлон. Для посетителей доступна часть подземных галерей протяжённостью 360 метров.
Смотровая башня Данцтурм, расположенная на южном холме, открыта для публики; желающие могут полюбоваться открывающимися с верхней площадки видами на старый город, на долину и окружающие холмы. Это сооружение, в основании которого размещена небольшая гостиница, является местной достопримечательностью. Башня изображена на логотипе местной пивоварни (Iserlohner).
В XVIII веке город стал известен выпускаемыми здесь изерлонскими коробками, формой табака или табакерки с гравированной или тиснёной крышкой, на которой часто изображался бывший прусский король Фридрих Великий.
В Изерлоне расположено 27 евангелических церквей, в том числе средневековые Церковь Святого Иоанна (XIII век), Церковь Святого Панкратия (XI век), Церковь Святой Марии (XIV век) и более новые Евангелическо-реформатская церковь Изерлона (1718), Евангелическая церковь в Эстрихе (1907), Церковь Святого Иоанна (1959, городской памятник), Брунненкирхе (1981). Помимо этого, в городе расположено несколько римско-католических церквей: Церковь Святого Алоизия (1895), Церковь Святого Килиана (1914), Церковь Святого Духа (1939), Церковь Святой Троицы (1957) и Церковь Марии, Царицы Небесной (1961).
Также в Изерлоне находится несколько еврейских кладбищ: в Хеннене, в само́м Изерлоне, в Эстрихе.

## Города-побратимы
- Алмело, Нидерланды
- Биль, Швейцария
- Халль-ин-Тироль, Австрия
- Рексем, Великобритания
- Ошель, Франция
- Лаванти, Франция
- Ньиредьхаза, Венгрия
- Новочеркасск, Россия
- Глаухау, Германия
- Хожув, Польша

## Известные уроженцы
- Кевин Орендорц (нем. Kevin Orendorz), немецкий хоккеист.
- Торе Шёлерман (нем. Thore Schölermann), немецкий актёр и телеведущий.